# 1465
1465 (MCDXLV) var ett normalår som började en tisdag i den julianska kalendern.

## Händelser

### Januari
- 4 januari – Biskop Jöns Bengtssons här besegrar Karl Knutssons i slaget på Stockholms isar.
- 30 januari – Fred sluts mellan Karl Knutsson och Jöns Bengtsson med flera i Stockholm, varvid Karl abdikerar som kung av Sverige för andra gången men får Finland som förläning. Kettil Karlsson väljs till riksföreståndare för andra gången.

### Juli
- 16 juli – Burgunderna under Karl den djärve besegrar de kungliga franska trupperna under Ludvig XI av Frankrike i slaget vid Montlhéry under fransk-burgundiska kriget.

### Augusti
- 11 augusti – När Kettil Karlsson dör väljs ärkebiskop Jöns Bengtsson till Sveriges riksföreståndare för andra gången.[1]

### Okänt datum
- Nya fientligheter utbryter mellan kung Karl Knutsson (Bonde) och biskoparna Jöns Bengtsson (Oxenstierna) och Kettil Karlsson (Vasa).
- Kyrkomålaren Albertus Pictor dyker upp i svenska källor för första gången, då han antas som borgare i Arboga.
- I Frankrike utmanar adeln Ludvig XI genom Förbundet för allas välfärd. Bakom manifestet står hertigarna av Bourbon, Berry, Bretagne, Nemours och Kalabrien samt grevarna av Charolais, Anjou, Armagnac, Saint-Pol och Dunois med flera.

## Födda
- Karl Karlsson (Bonde), son till Karl Knutsson.
- Mette Ivarsdotter (Dyre), svensk riksföreståndargemål 1504–1512, gift med Svante Nilsson (Sture).
- Bernardo Accolti, italiensk skald.
- Cassandra Fedele, italiensk författare.

## Avlidna
- 11 augusti – Kettil Karlsson (Vasa), biskop av Linköping sedan 1459 och svensk riksföreståndare sedan 1464 (död i pesten).
- Cecilia Petersdotter, svensk nunna.
- Isabella av Taranto, regerande prinsessa av Taranto och drottning av Neapel.

### Fotnoter
1. ↑  Andra avsättningskriget mot Karl Knutsson 1464-1465 (läst 7 april 2011)